# Högsåra
Högsåra är en ö och en gammal lotsby i före detta Hitis kommun, som numera tillhör Kimitoöns kommun i Egentliga Finland. Högsåra ligger väst om Kasnäs och det går en landsvägsfärja över från Svartnäs.
Högsåra har under drygt hundra år varit ett populärt turistmål. Under slutet av 1800-talet tillbringade den ryske tsaren Alexander III somrarna i Kejsarhamnen på norra Högsåra ombord på den kejserliga jakten Tsarevna (ryska: Царевна). Även många andra uppskattade att besöka Högsåra vilket gjorde att ön vid förra sekelskiftet hade tre pensionat av vilka ett finns kvar än idag.

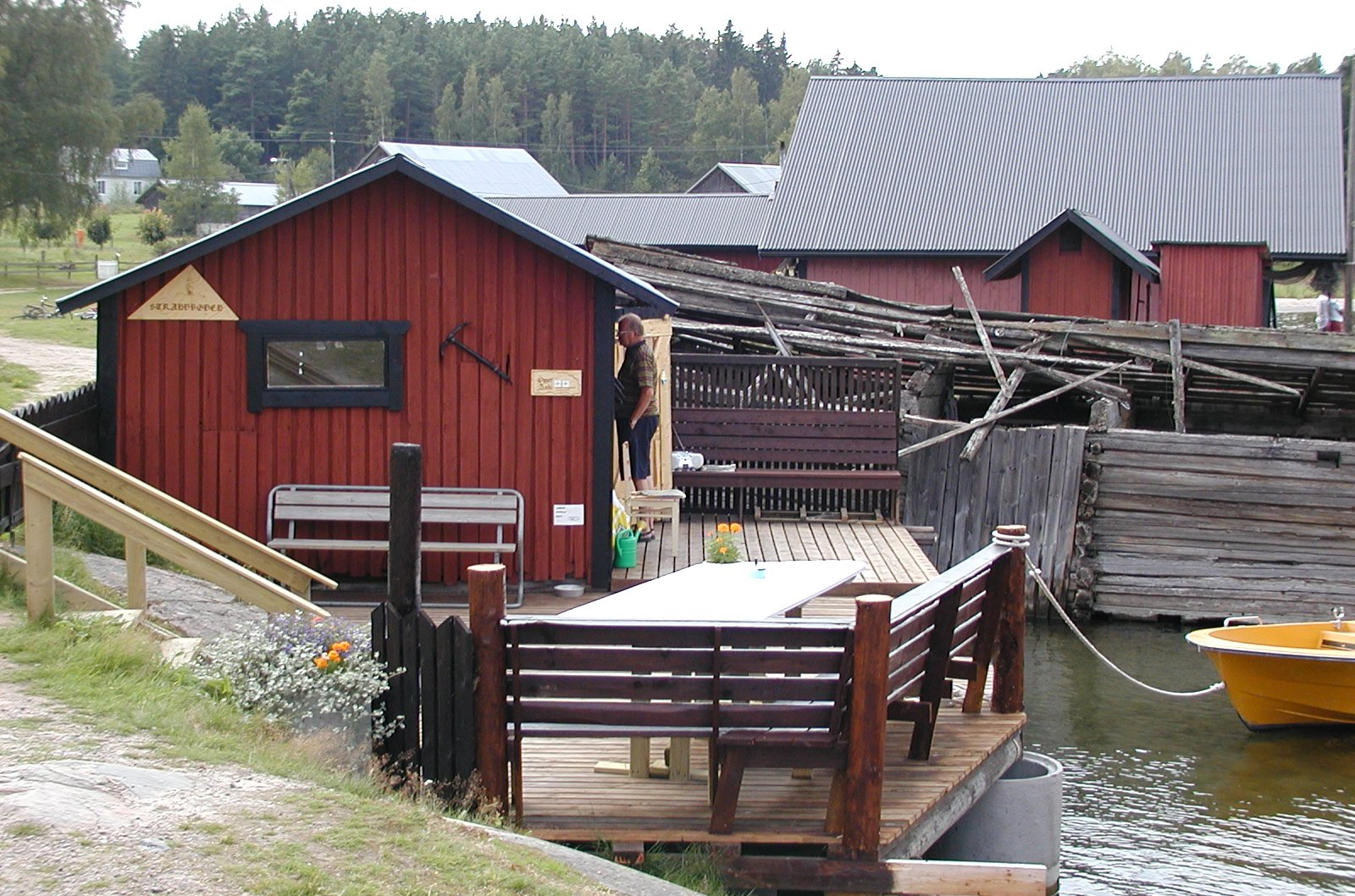
Sjöbodar.
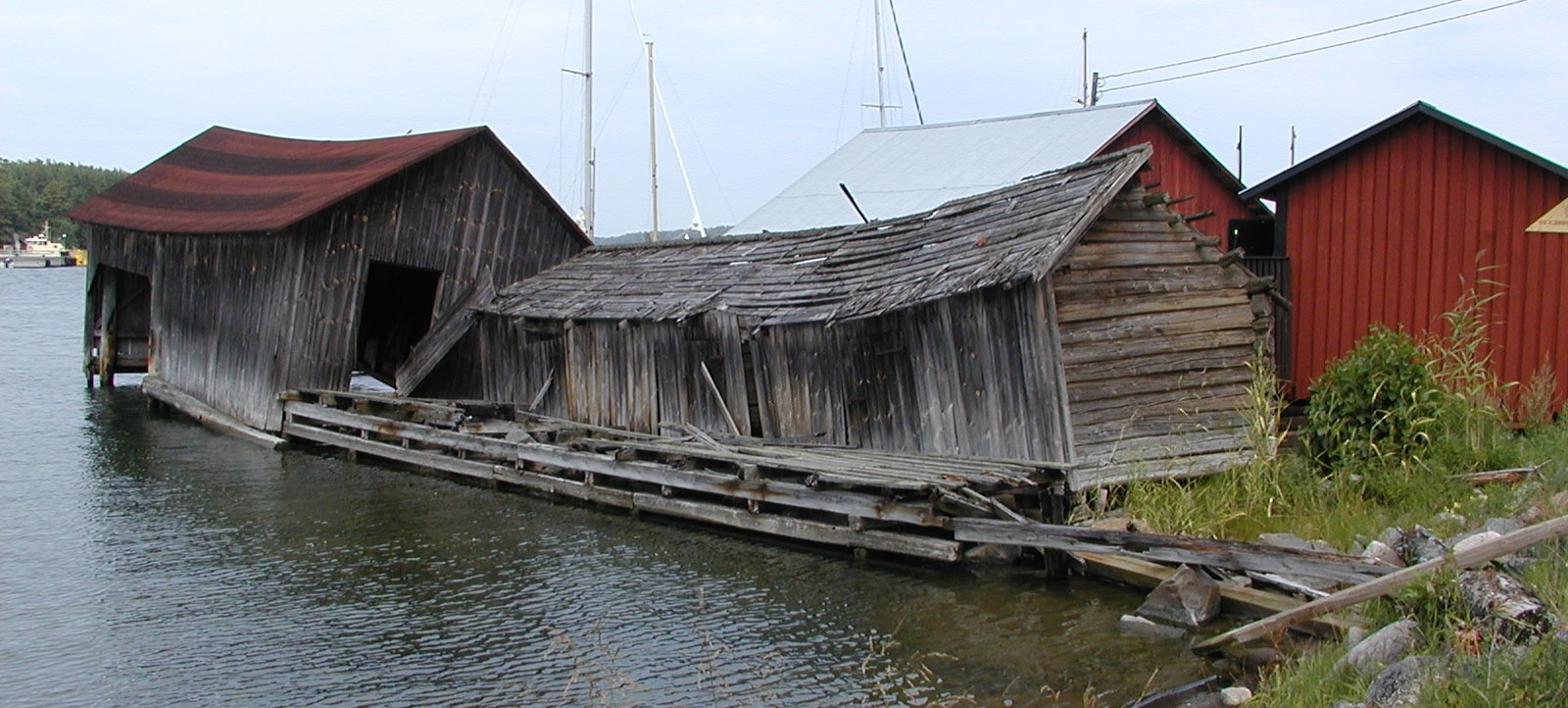
Båthus.
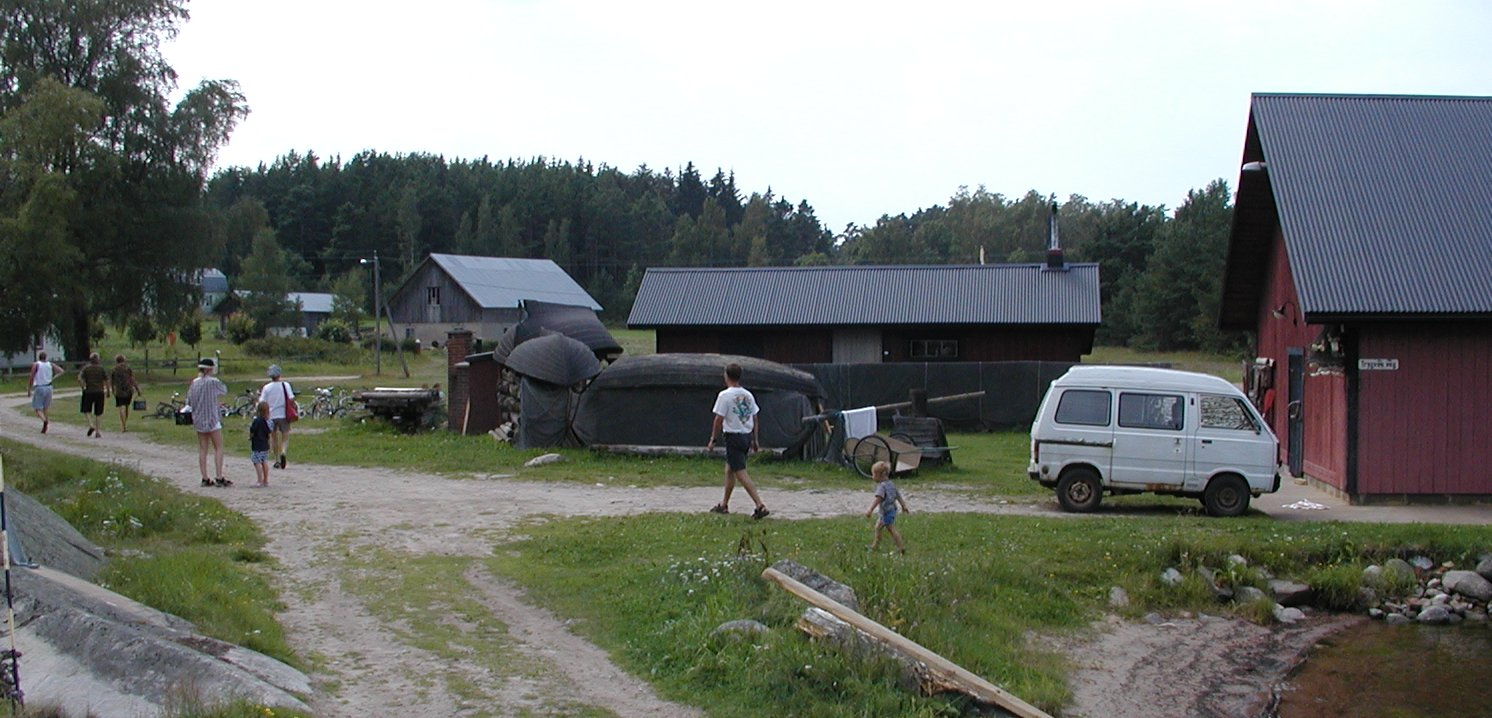
Trygves väg.

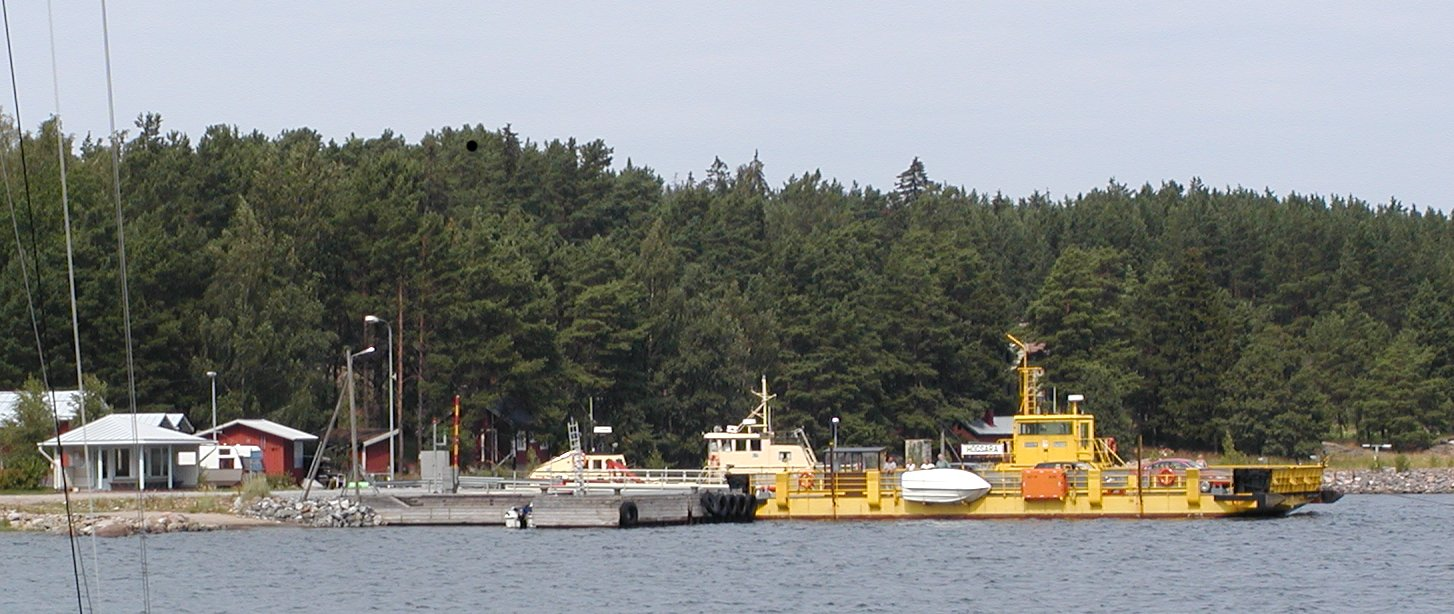
Landsvägsfärjan till Svartnäs.
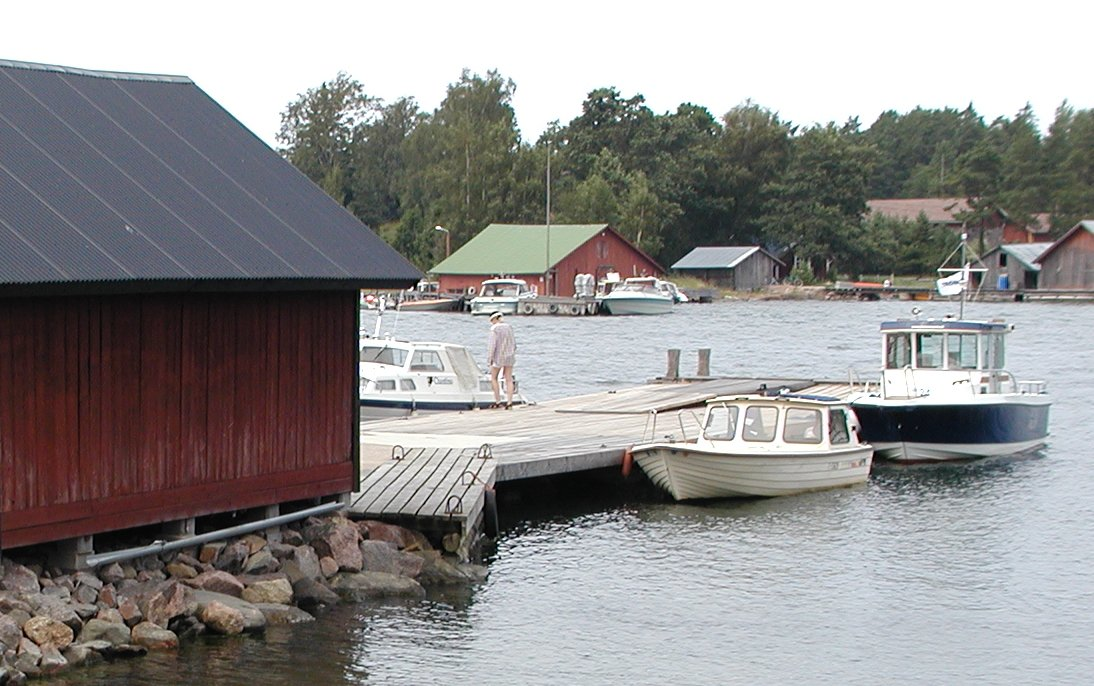
Brygga.
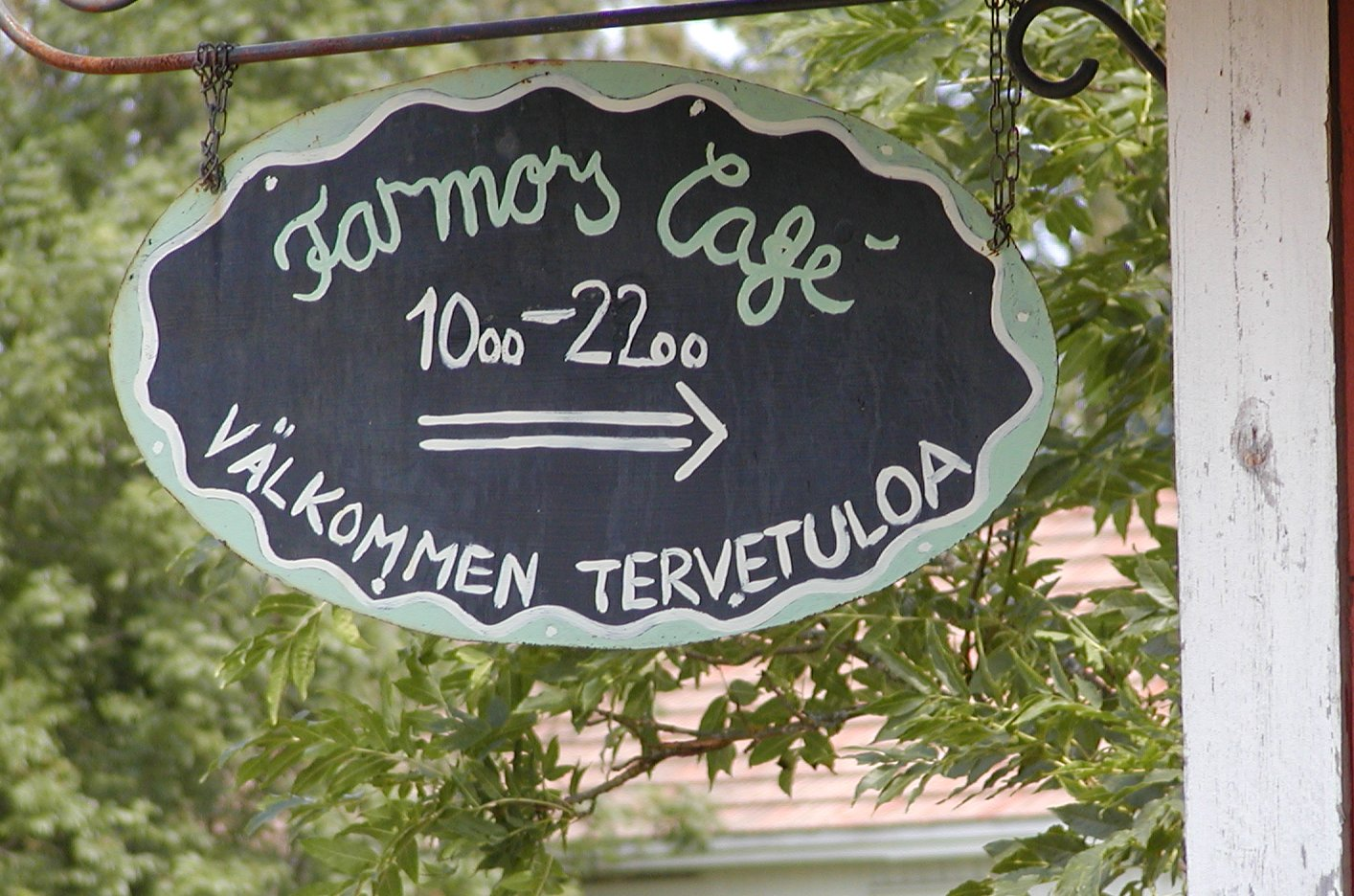
Skylten till Farmors café.